# Prosauropoder
Prosauropoda ("Förödlefötter"), en utdöd grupp med stora växtätande kräldjur inom överordningen dinosaurier. Prosauropoderna florerade under den senare delen av den geologiska eran trias, och var möjligen dåtidens största dinosaurier. De blev ovanligare under Juraperioden, och de verkar ha dött ut någon gång under mellersta jura. De ersattes av de betydligt större Sauropoderna, som kan ha utvecklats från prosauropoder. Prosauropoderna har därför ofta ansetts vara en parafyletisk grupp, men nyare kladistiska analyser verkar visa att många (eller möjligen alla) basala sauropodomorpher bildar en klad, benämnd Prosauropoda. Prosauropoderna var mycket framgångsrika på sin tid, och fossil efter dem har hittats både i Sydamerika, Afrika, Asien och Europa.

## Beskrivning
Prosauropoderna var liksom andra dinosaurier utrustade med bäckenben som centrerade benen under kroppen, vilket skiljde dem från andra kräldjur. De hade stora, massiva kroppar med långa svansar, lång hals och små huvuden. Frambenen var ofta något kortare än bakbenen, och man tror att de var mer utformade för att gå på bakbenen än sauropoderna, som uteslutande rörde sig på alla fyra. De levde på växtmaterial, som de smälte med hjälp av stenar som de svalde, gastroliter.